# 安索夫矩陣

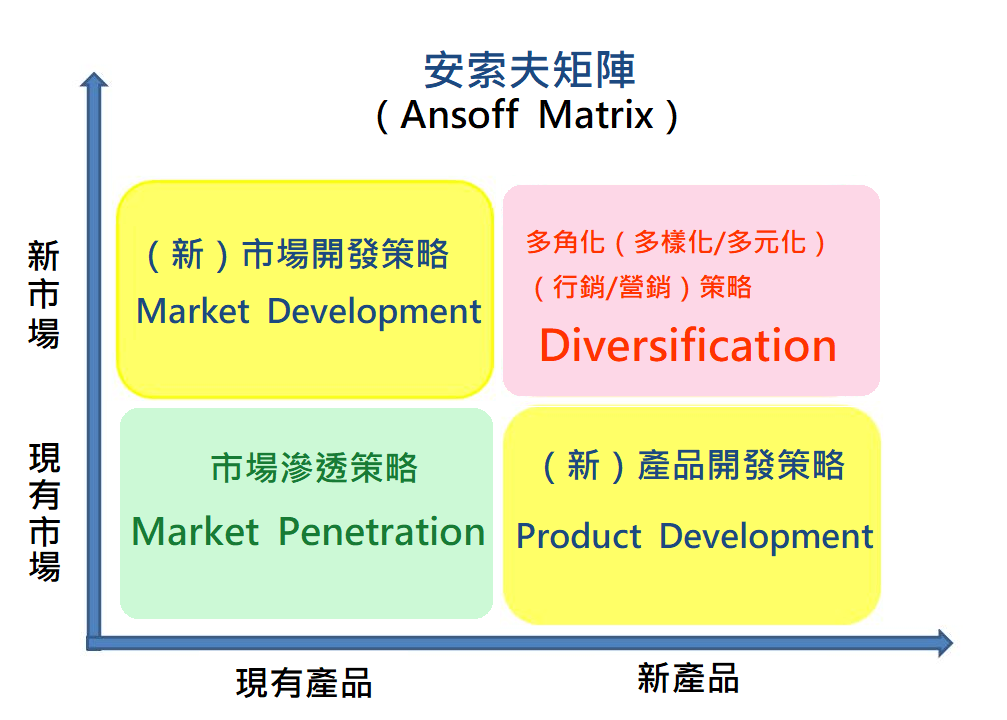
安索夫矩陣（Ansoff Matrix）中文翻譯

安索夫矩陣（英語：Ansoff matrix）是一種分析产品和市场的战略计划工具，可用於幫助高管、高級經理和營銷人員制定未來增長策略，該矩陣的名稱出自俄裔美国人伊戈爾·安索夫。

## 成長策略構面
1957年，伊戈爾·安索夫在《哈佛商業評論》中將安索夫矩陣定義為企業用於分析和規劃增長策略的工具，並在1965年經典著作《企業策略》一書中將這概念描述為「2+2=5」因子。在安索夫矩陣的2×2構面中：
- 現有產品和現有市場：市場滲透策略，思考既有產品如何提升在既有市場的市佔率。
- 現有產品和新市場：（新）市場開發策略，販售給不同區域或顧客的市場。
- 新產品和現有市場：（新）產品開發策略，可以思考新產品有無可再延伸的周圍產品。
- 新產品和新市場：多角化（或稱多樣化、多元化）（行銷）策略，是最難且最有風險的策略，此策略又可分為「水平多角化」及「垂直多角化」[4]。

該矩陣有助於澄清領導者的思想並說明不同的四個策略中，每一個其需要之策略方法。

## 延伸概念
菲利普·科特勒參考梅迪克（Madique）和齊爾格（Zirger）提出一種思考不斷增長市場佔有率的新方式：
|                        | 現有產品                                 | 改變產品                               | 新產品                           |
| 現有目标受众和地理市場 | 向現有顧客銷售更多現有產品（市场渗透率） | 修改現有產品並將更多產品銷售給現有顧客 | 設計吸引現有顧客的新產品         |
| 新地理市場             | 在其他地理市場銷售現有產品               | 在新的地理市場提供和銷售改變後之產品   | 為新地理市場的潛在顧客開發新產品 |
| 新目標群體             | 將現有產品銷售給新的顧客類型             | 向新的顧客類型提供和銷售改變後之產品   | 開發新產品並銷售給新的顧客類型   |

## 缺點
安索夫矩陣的邏輯受到質疑，其邏輯問題涉及對新事物的解釋，尤其最大的缺點是忽略了竞争對手。因為該矩陣僅表示產品和市場的策略，但在現實上產品和市場都有競爭對手，他們可以決定其策略是否有效。如果新產品將不一定帶入新市場，那麼新產品組合進入新市場並不總是等同於多角化，即涉足完全未知的業務。